# Paradigma del doppio compito
Il Paradigma del doppio compito è una procedura sperimentale usata in psicologia sperimentale e in neuropsicologia.
Esso consiste nel richiedere ai partecipanti dell'esperimento di svolgere due compiti simultaneamente: se la prestazione ai due compiti è inferiore a quella che si otterrebbe svolgendo uno solo di essi, significa che i due compiti interferiscono tra loro, e questo implica che essi "competono" per le stesse risorse all'interno del sistema cognitivo. Se al contrario, i due compiti vengono svolti altrettanto bene simultaneamente o separatamente, si deduce che essi fanno affidamento su risorse cognitive differenti, e quindi, presumibilmente, su strutture (o in neuropsicologia aree cerebrali) differenti.
Per esempio, recitare una poesia e guidare una bicicletta sono normalmente due attività che possono essere svolte altrettanto bene simultaneamente o separatamente, mentre recitare una poesia e scrivere un articolo di giornale sono compiti che interferiscono tra loro, e l'esecuzione simultanea dovrebbe peggiorare la prestazione in almeno uno dei due.
L'interpretazione più diffusa del paradigma del doppio compito è definibile in termini di limiti attentivi: le risorse cognitive sono limitate e suddivisibili tra compiti diversi, e, in base a questa interpretazione, i processi cognitivi possono essere classificati in classi differenti. 
Infatti secondo l'autore Abernethy (1988) la richiesta di esecuzione di due compiti simultaneamente è suddivisa in due obiettivi differenti. Uno indaga sulle richieste attentive del compito motorio e l'altro esamina gli effetti del compito cognitivo o motorio simultaneo. Se due compiti vengono eseguiti simultaneamente, nascono condizioni di conflitto per il loro completamento, perciò, o entrambe le condizioni vengono modificate in modo che il compito venga eseguito, o uno dei due compiti rimane differito o non completato.
Un carico cognitivo può influenzare lo sviluppo della fatica fisica. Le persone hanno una capacità diminuita quando ricevono altre informazioni durante l'esecuzione di una pratica motoria. Risulta, perciò, complesso svolgere un'attività motoria simultaneamente ad un compito verbale, soprattutto in soggetti con deficit cognitivi.  Eseguire un compito cognitivo e allo stesso tempo uno motorio richiede la partecipazione del sistema nervoso e l'attivazione del sistema muscolare.
L'attività in dual task richiede un “costo” , cioè l'abilità, in termini di tempo, dell'esecuzione di due o più compiti svolti simultaneamente.
Per esempio quando ad un compito semplice, come camminare, se ne aggiunge uno più complesso, tenere in mano un bicchiere d'acqua i costi aumentano, soprattutto se a questi si aggiungono indicazioni del percorso da compiere. 
L'esecuzione di due o più attività, svolte contemporaneamente, può essere definita multitasking: un compito complesso che  richiede maggiore capacità di controllo motorio e cognitivo. L'attività multitasking viene eseguita da processi cognitivi che gestiscono le singole attività e determinano come, quando e con quali priorità vengono eseguite.
Il multitasking efficiente riflette le capacità dell'individuo e gli permette di adattarsi alle esigenze ambientali, utilizzando diverse strategie. 